# Ланской, Сергей Степанович
Граф (с 23 апреля 1861) Серге́й Степа́нович Ланско́й (23 декабря 1787 (3 января 1788), Московская губерния — 26 января (7 февраля) 1862, Санкт-Петербург) — русский государственный деятель, министр внутренних дел Российской империи (1855—1861), действительный тайный советник (1851), обер-камергер (1861). Сторонник и участник крестьянской реформы. Входил в Остзейский комитет по реформе землевладения в Остзейском крае.

## Биография

### Начало карьеры

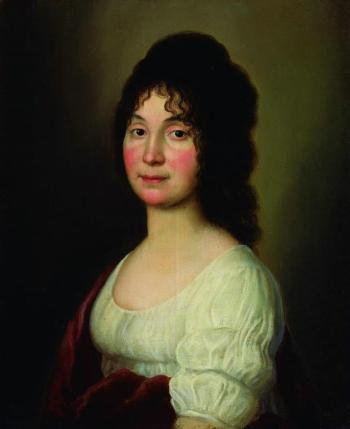
М. В. Ланская

Сын гофмаршала Степана Сергеевича Ланского (1760—1813) и Марии Васильевны Шатиловой (1767—1842), фрейлины императрицы Марии Фёдоровны. Получил образование, какое давалось в то время молодым людям богатых фамилий: знал несколько новых языков и знаком был с беллетристическими произведениями, на них написанными.
Он начал службу коллежским юнкером в 1800 году, продолжил переводчиком Коллегии иностранных дел. В 1808 году, уже в чине камер-юнкера, С. С. Ланской был отправлен в Финляндию к графу Ф. Ф. Буксгевдену для особых поручений по дипломатической части, а при заключении мира назначен чиновником за обер-прокурорский стол в Сенат. В 1817 году назначен директором комиссии погашения долгов и по 1823 год управлял ею (до временной отставки).
Потом служил (два трёхлетия) судьёй московского совестного суда, затем был назначен губернатором сначала в Кострому (1830—1832), а потом во Владимир (1833—1834). 31 декабря 1834 года был назначен сенатором. С 1839 года он был почётным опекуном Санкт-Петербургского опекунского совета.

«Ланской уважал в людях честность и справедливость, и сам был добр, а также любил Россию и русского человека, но понимал его барственно, как аристократ». Однажды он прикатил в Солигалич в карете «с форейтором, украшенным медными бляхами». Квартальный Рыжов Александр Афанасьевич встретил его у заставы, и все двинулись к собору. Но, вступив в храм, С. С. Ланской не положил на себя креста и никому не поклонился — ни алтарю, ни народу, и шёл прямой, как шест, к амвону. А. А. Рыжов шёл следом за губернатором, всё больше и больше сокращая расстояние между ним и собой, потом неожиданно схватил его за руку и сказал: «Раб божий Сергей! Входи во храм господен не надменно, а смиренно…» С этими словами положил руку на спину Ланского и, степенно нагнув его в полный поклон, снова отпустил и встал навытяжку. Невероятно! Так поступить с губернатором! Умный Ланской никак не отреагировал на нанесённое ему оскорбление, но стал собирать сведения на Рыжова. К счастью для последнего, отзывы были положительными. Прошло довольно много времени, как вдруг в Солигалич пришло известие совершенно невероятное: квартальному А. А. Рыжову был прислан дарующий дворянство Владимирский крест. Прислан с объявлением, что «удостоен он сея чести и сего пожалования по представлению С. С. Ланского».— Н. С. Лесков. «Однодум»

### Масонская деятельность
Ланской был посвящён в масоны в 1810 году в петербургской ложе «Соединенные друзья». При Александре I был вторым мастером «Провинциальной» ложи; в 1818 году А. Н. Муравьёв ввёл его и в «Союз благоденствия», но Ланской вместе с А. Н. Муравьевым вышел из союза в 1819 году, то есть задолго до 14 декабря 1825 года. Также состоял в петербургских ложах «Елизавета к добродетели», «Александр золотого льва», «Палестина». Великий надзиратель Великой провинциальной ложи, командор и субпрефект капитула «Феникс», член верховной директории, основатель кассы масонской братской взаимной помощи. Наставником в масонстве для Ланского был Осип Поздеев.

### Министр внутренних дел

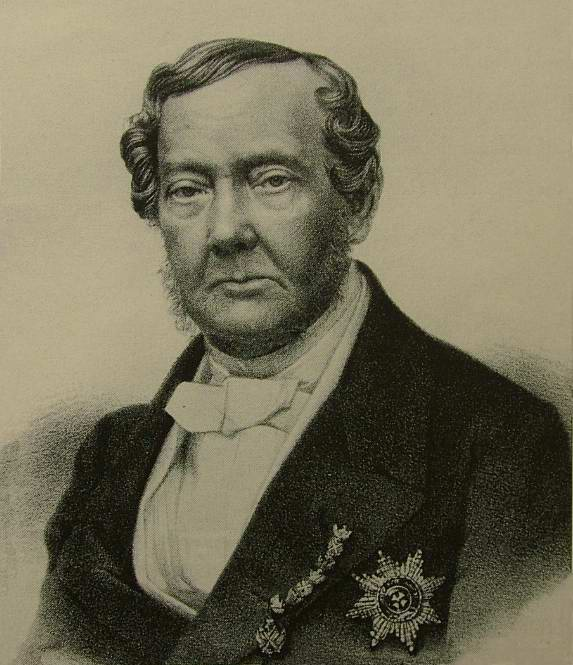
Сергей Ланской, член Государственного совета (~1850 год)

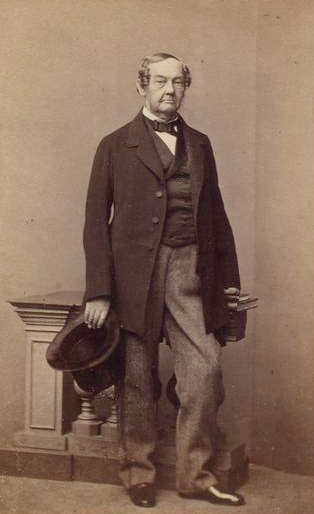
С. С. Ланской. Фото примерно 1855—1860 гг

В 1850 году Ланской был назначен членом Государственного совета. Вскоре после воцарения императора Александра II он получил пост министра внутренних дел, на котором ему предстояло помочь новому государю «исцелить Россию от хронических её болезней».
Первой заботой Ланского было окружить себя знающими людьми. На первых же порах он пригласил в министерство совершенно ему незнакомых раньше П. И. Мельникова и А. И. Левшина. Последний скоро стал душой всех начинаний министерства. Впоследствии, когда реформационные стремления нового царствования сделались более решительными, ту же роль занял при министре Н. А. Милютин.
Престарелый министр совершенно стушевался перед выбранными им помощниками и вполне зависел от их взглядов и сведений; отсюда и сложилось о нём мнение, как о человеке «без твердой воли». Твердости, однако, немало нужно было и для того, чтобы держаться раз выбранного направления. Далеко не всегда удавалось Ланскому настаивать на своих мнениях в Комитете министров; значительного личного влияния среди своих товарищей он не имел и держался только влиянием близкого к государю придворного кружка (великого князя Константина Николаевича и великой княгини Елены Павловны). При всём том, по свидетельству одного из самых близких и самых убежденных его сотрудников, Я. А. Соловьёва, «от основных своих убеждений Ланской никогда не отступал».
В 1857—1861 годах Ланской — один из деятельных разработчиков крестьянской реформы. Он должен был оставить министерство, когда противоположные течения начали брать верх (в апреле 1861 года, вместе с Милютиным). При увольнении в 1861 году, незадолго до смерти, был удостоен графского титула.
Умер в Петербурге от паралича лёгких, похоронен под Смоленской церковью на Смоленском православном кладбище.

## Награды
- Орден Святой Анны 2-й степени (21.08.1818) с алмазными знаками (02.09.1826)[7]
- Орден Святого Владимира 3-й степени (12.08.1821)[8]
- Орден Святой Анны 1-й степени (06.12.1831) с императорской короной (02.04.1833)[9]
- Орден Святого Владимира 2-й степени (31.12.1838)[9]
- Орден Белого орла (15.04.1841)
- Золотая табакерка с алмазами и портретом Его Императорского Величества (10.04.1843)
- Орден Святого Александра Невского (01.07.1845)
- Бриллиантовые знаки к ордену Святого Александра Невского (01.07.1848)
- Орден Святого Владимира 1-й степени (01.01.1853)
- Орден Святого апостола Андрея Первозванного (26.08.1856)
- Бриллиантовые знаки к ордену Святого апостола Андрея Первозванного (08.09.1859)
- Знак отличия беспорочной службы за XXV лет (22.08.1830)
- Знак отличия беспорочной службы за XXX лет (22.08.1833)
- Знак отличия беспорочной службы за XXXV лет (22.08.1837)
- Знак отличия беспорочной службы за XL лет (22.08.1843)
- Знак отличия беспорочной службы за XLV лет (22.08.1848)
- Знак отличия беспорочной службы за L лет (22.08.1852)

## Семья

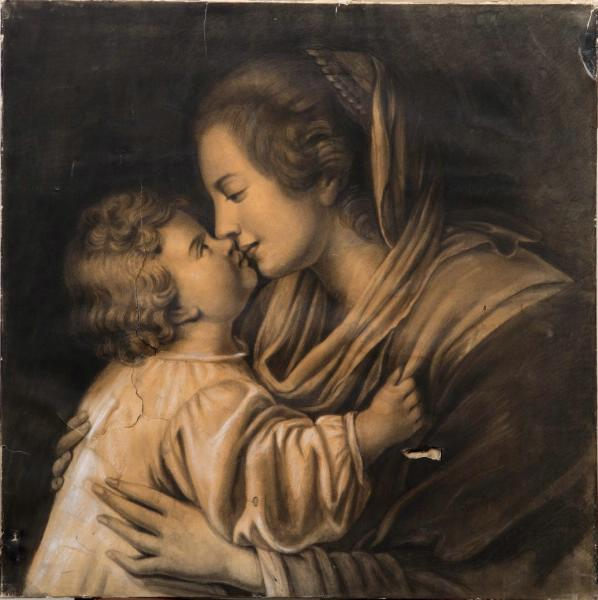
Варвара Ивановна с ребёнком

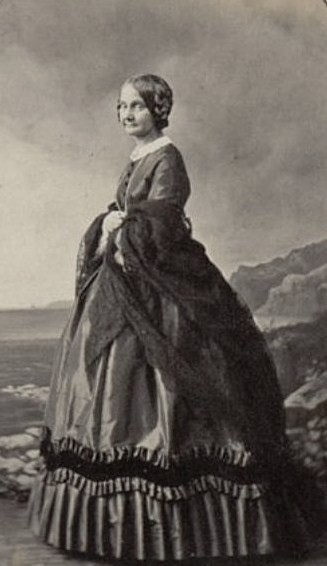
Варвара Сергеевна

Был женат на княжне Варваре Ивановне Одоевской (1794—1845), дочери генерал-поручика Ивана Ивановича Одоевского (1742—1806) и Анастасии Ивановны Измайловой (1769—1807). После смерти родителей жила в Москве, в семье опекунов. После замужества жила в Петербурге, откуда вела переписку на французском языке со своей подругой Марией Аполлоновной Волковой. Позднее письма Волковой к Ланской были переведены и напечатаны в «Вестнике Европы» в 1874 и 1875 годах. Варвара Ивановна не была лишена литературных способностей, перевела на французский язык речь митрополита Филарета: «Беседа по освящении храма Пресвятой Богородицы» (1847). Была женщиной доброй, мягкосердечной и доверчивой, которой было свыше её сил сделать выговор и замечание кому-нибудь из прислуги. По утверждению современника, в её натуре преобладали три сильные разносвойственные страсти: чадолюбие, живопись и садоводство. О первой из них свидетельствовало то, что она сама, без гувернанток, воспитывала своих дочерей. Об артистическом её настроении свидетельствовали огромные копии картин масляными красками, акварелью, тушью и пастелью на стенах большой залы в её имении Варино. По части садоводства это усыпанное великолепными розами маленькое поле в имении и удивительный воздушный театр, составленный из растительных элементов. Умерла от рака через несколько дней после смерти дочери от родов, в том же доме в Петербурге. В браке имели следующих детей.
- Анастасия Сергеевна (1813—1891), замужем за генералом от кавалерии С. В. Перфильевым.
- Степан Сергеевич (1814—1879), полковник.
- Варвара Сергеевна (1816—1878), фрейлина, была болезненного здоровья и замуж не выходила. По словам современника, умнейшая и живейшая особа, была единственным лицом с характером из всей её семьи, и не будь она хлопотуньею и ворчуньею, распущенность в домашнем быту Ланских дошла бы до того, что они рисковали остаться без обеда или без возможности выезжать от нетрезвости или самовольной отлучки кучеров или лакеев.
- Мария Сергеевна (1819—1845), фрейлина, с 1844 года замужем за генерал-адъютантом бароном П. А. Вревским, умерла при родах.
- Александр Сергеевич (01.03.1822[14]—1869), крещен 7 марта 1822 года в церкви Вознесения при восприемстве сестры Анастасии.
- Прасковья Сергеевна (20.03.1825[15]—1838).
- Михаил Сергеевич (1829—1905).

Родная сестра — Ольга Степановна Одоевская (Ланская) (1797—1873), жена (с 1826 года) В. Ф. Одоевского, русского писателя.

## Ланское шоссе
С. С. Ланскому принадлежало имение «мыза Ланская», обширные земли которого простирались к югу от Ланской дороги (Ланского шоссе) и охватывали территорию от Большого Сампсониевского проспекта до набережной Чёрной речки в Санкт-Петербурге. Мыза была подарена в 1780-е годы Екатериной II А. Д. Ланскому, которому наследовал С. С. Ланской, отец Сергея Степановича.